# 天主教達龐教區
天主教達龐教區（拉丁語：Dioecesis Dapaongana）是多哥一個羅馬天主教教區，屬洛美總教區。
教區的前身是一個宗座監牧區，成立於1960年3月1日，1965年7月6日升為教區。
教區位於北部的草原區。2006年有教友41,746人（佔轄區總人口7.0%）、十四個堂區、四十二名司鐸。現任教區主教為雅克·圖庫姆貝·尼伊姆布塞德·安伊隆達。